# Quân giải phóng (báo)
Tờ Quân giải phóng (mật danh A4) là cơ quan ngôn luận của Bộ tư lệnh Miền, trực thuộc Phòng Chính trị Quân giải phóng miền Nam Việt Nam. Được thành lập từ năm 1963 sau quyết định của Ban Quân sự Miền trực thuộc Trung ương Cục miền Nam, nhằm tuyên truyền về các chủ trương và hoạt động của Quân giải phóng tại miền Nam Việt Nam.

## Lịch sử
Trong bối cảnh Hoa Kỳ đang thực hiện chiến lược Staley–Taylor. Ngày 2 tháng 1 năm 1936, sự kiện Quân giải phóng đánh bại cuộc hành quân của Quân lực Việt Nam Cộng Hòa tại trận Ấp Bắc, đã gây nên phong trào kháng chiến trên toàn miền Nam Việt Nam suốt một thời gian dài. Để kích động tinh thần, Ban Quân sự Miền quyết định xuất bản một tờ báo cho lực lượng vũ trang. Ngày 25 tháng 3 năm 1963, trong hội nghị tại căn cứ Trảng Chiên, Trưởng Ban Quân sự Miền Trần Nam Trung phổ biến chủ trương thành lập tờ Quân giải phóng. Sau một thời gian chuẩn bị, ngày 2 tháng 8 năm 1963,  Chủ nhiệm Chính trị Lê Văn Tưởng triệu tập hội nghị nhằm xác định chủ trương, thành phần, cơ chế duyệt bài và phân công nhiệm vụ:
Tờ Quân giải phóng sẽ trực thuộc Phòng Chính trị, do Trưởng ban Tuyên huấn Lê Đình Lệ phụ trách. Hòm thư mật của tờ mang số hiệu 1820B, Võ Thành Liên và Trần Nam Hương phụ trách thường trực tòa soạn. Với vị thế là "tiếng nói của lực lượng vũ trang nhân dân giải phóng miền Nam Việt Nam", tờ sẽ thay đổi chủ đề tùy vào thời điểm nhằm tuyên truyền chủ trương của Quân ủy và Bộ Chỉ huy Miền. Các chuyên mục của tờ bao gồm bình xã luận, thời sự, phóng sự, thơ, biếm họa, cổ động và thơ văn.
Ngoài hệ thống cộng tác viên từ các tổ chức khác, Phòng Chính trị; trong Ban Tuyên huấn (bao gồm Huấn học–mật danh A1; Tuyên truyền–A2; Ban chuyên trách–A5; tờ Văn nghệ Quân giải phóng–A6) quy định tất cả nhân sự thuộc Phòng phải có trách nhiệm viết bài cho báo, mỗi bộ phận sẽ được giao nhiệm vụ khác nhau. A1 viết về chính trị, A2 viết về chiến sự, A5 viết xã bình luận. A6 phụ trách mục văn nghệ và thành lập nhà in sau này. Báo gồm 4 trang khổ 27x39 centimet, tùy vào trường hợp đặc biệt sẽ nâng lên thành 6, 8 hoặc 12 trang. Số đầu tiên chính thức được phát hành vào ngày 1 tháng 11 năm 1963.